# Tron: Legacy
Tron: Legacy è un film del 2010 diretto da Joseph Kosinski, qui al suo esordio alla regia di un lungometraggio. 
Secondo capitolo del franchise cinematografico di Tron, è il sequel del film Tron (1982), è prodotto dal regista del film originale Steven Lisberger, è incentrato su un soggetto originale di Brian Klugman e Lee Sternthal e costituisce l'esordio di Kosinski alla regia cinematografica. 
I protagonisti originali, Jeff Bridges e Bruce Boxleitner, riprendono i loro ruoli, mentre Garrett Hedlund interpreta il figlio adulto di Flynn. 
Tra gli altri nel cast appaiono: Olivia Wilde, Michael Sheen e James Frain.

## Trama
Nel 1989 Kevin Flynn, geniale creatore di videogiochi e presidente della società informatica ENCOM (ruolo che ha ottenuto riuscendo a incriminare i vertici precedenti del furto di alcuni suoi videogiochi), sogna un mondo dove l'informatica e le persone possano unirsi per creare una società utopica, ispirando con le sue parole anche il giovane figlio Sam. Una notte Kevin Flynn, da poco rimasto vedovo ma all'apice del successo, dopo essere uscito dicendo a Sam che sarebbe andato in ufficio, scompare nel nulla, lasciando il figlio orfano sotto la custodia dei nonni paterni.
Vent'anni dopo, Sam Flynn è divenuto un hacker informatico che ruba i prodotti della società del padre e li distribuisce gratuitamente in rete. La notte successiva al furto di un nuovo sistema operativo della ENCOM, Alan Bradley, lo storico e fedele collaboratore di Kevin Flynn presente nel primo film, va a fare visita a Sam e gli dice di aver ricevuto una telefonata sul cercapersone dal vecchio posto di lavoro del padre (la sala giochi vista nel primo film, ormai in disuso), fatto insolito in quanto il numero del locale risultava inattivo da oltre 20 anni. Inizialmente Sam è scettico, ma poi, pensando alla possibilità che il padre sia ancora vivo, si reca alla sala giochi e vi scopre un laboratorio segreto nei sotterranei, con una console ancora attiva. Tentando di interfacciarsi con il computer, il ragazzo attiva un laser che lo smaterializza e lo trasporta all'interno di un mondo digitale, in parte copia di quello reale, un mondo chiamato dai suoi stessi abitanti "La Rete". Catturato da alcune guardie, che lo etichettano come un programma senza nome, Sam riceve un disco di identità, che contiene tutti i suoi dati.
Sam viene poi trasportato in un'arena di gioco dove deve partecipare al lancio del disco, in cui i concorrenti lanciano il loro disco di identità contro l'avversario per tentare di distruggerlo. Riesce ad arrivare vivo alla fine dell'ultimo incontro, in cui si scontra con un software di nome Rinzler, da cui viene ferito e sanguina: questo permette di scoprire che egli non è un programma ma un creativo, cioè un programmatore umano (in lingua originale user, cioè "utente"). Sam viene quindi risparmiato e portato al cospetto di quello che sembra suo padre Kevin ringiovanito e che invece si rivela essere la sua Utility di Sembianza Codificata (CLU), ossia un programma che Kevin aveva creato come copia di sé stesso all'interno della Rete. CLU riconosce Sam, ma afferma di volerlo distruggere invece che salvarlo. Sfidato in una terribile gara con le moto di luce, Sam viene salvato da un programma ribelle, Quorra, che lo recupera e lo porta in auto oltre la griglia principale della rete, nel luogo in cui è confinato il vero Kevin Flynn. Dopo essersi ricongiunto con il padre, Sam scopre che CLU si è ribellato al suo creatore.
Il passaggio di Sam dal mondo reale a quello della Rete ha riaperto il portale che collegava i due mondi, cosa che potrebbe permettere a lui e al padre di tornare indietro insieme dopo tanto tempo. Poiché CLU controlla tutta la città della Rete, Sam, sotto consiglio di Quorra, deve trovare Zuse, il capo della resistenza. Arrivato in città sotto mentite spoglie, Sam viene portato al cospetto di Castor, programma proprietario del Club Fine Messaggio, che si scopre essere lo stesso Zuse. In realtà però Castor/Zuse è un doppiogiochista e tenta di uccidere Sam, che viene salvato da Quorra e dal padre. Durante la fuga dal club, Castor/Zuse sottrae a Kevin il suo disco dati, per mettere in piedi un piano a cui sta lavorando da tempo.
Nel frattempo Kevin, Sam e Quorra salgono su un Veliero Solare per raggiungere il portale per il mondo reale. Prima di uscire dalla Rete, i tre vengono intercettati da CLU, intenzionato a varcare il portale e conquistare il mondo reale, per renderlo perfetto proprio come ha reso perfetta la Rete. Kevin e Sam scoprono che Tron esiste ancora, ma è stato riprogrammato da CLU, che lo ha rinominato Rinzler. Con molta difficoltà Sam recupera il disco dati del padre e insieme agli altri due scappa con un jet.
Durante l'inseguimento tutti i soldati sono sconfitti e, vedendo queste azioni non programmate, Tron/Rinzler comincia a ricordare ciò che era stato in precedenza, andandosi poi a schiantare volontariamente. Alla fine CLU si scontra con i tre eroi e Kevin si sacrifica per la sopravvivenza del figlio e della sua protetta. Tornato nel mondo reale insieme a Quorra, Sam salva i dati della rete su un supporto più sicuro e poi mostra a Quorra il mondo umano.

## Produzione
Nonostante lo scarso successo al botteghino, Tron divenne con il tempo un vero e proprio film culto e nel corso degli anni novanta si speculò a lungo in merito alla realizzazione di un seguito. Dopo ricorrenti indiscrezioni puntualmente smentite o rivelatesi false, il 29 luglio 1999 il sito web ZDNet News riportò che effettivamente la Pixar stava considerando l'idea di un seguito o un rifacimento del film originale.
Dopo l'annuncio di ZDNet News molte delle notizie trapelate in rete concernenti un seguito di Tron e la sua produzione si sono rivelate false.
Successivamente la Disney contattò gli sceneggiatori Brian Klugman e Lee Sternthal per scrivere il seguito di Tron.
Al fine di convincere la Disney a dare semaforo verde all'opera, Kosinski sviluppò appositamente un breve filmato in Disney Digital 3D e IMAX 3D sul film, intitolato provvisoriamente TR2N, che è stato poi presentato come un trailer preliminare all'edizione 2008 del Comic-Con di San Diego con tanta sorpresa tra gli ospiti:
(Michael Sheen sul trailer di presentazione.)
Dopo aver convinto la Disney a girare un seguito, grazie al lavoro che Kosinski aveva fatto fino ad allora per il film, il 24 settembre 2008 la Disney ha presentato al Kodak Theater ai propri soci e media nuovamente il trailer preliminare del regista, annunciando ufficialmente la realizzazione di TR2N.

### Riprese
Il film è caratterizzato da scene ambientate nel mondo reale, senza effetti 3D, e da scene ambientate nel mondo virtuale girate completamente in tridimensionale.
La lavorazione è iniziata a Vancouver nell'aprile 2009; i palchi per le riprese sono invece stati trovati e usati presso il Canadian Motion Picture Park, nel South Burnaby.
In esso sono inoltre presenti ben cinque sequenze girate in formato 2,35:1 ma mostrate in 1,44:1 per la visione in IMAX.
Il design degli abiti digitali è chiaramente ispirato al film originale.
Al fine di migliorare il prodotto finale e la qualità dell'opera, nel giugno 2010, in occorrenza ai reshoots programmati, gli artisti della Pixar Michael Arndt, Brad Bird, John Lasseter e Ed Catmull, sono stati incaricati di dare consigli e pareri sul film, nonché di stendere nuove pagine di sceneggiatura approssimativamente per contribuire a perfezionare «i personaggi, le emozioni e la tematica del film». A dare ulteriori ragguagli sulla produzione anche David Fincher.

### Effetti speciali
La Digital Domain è stata incaricata della realizzazione degli effetti visivi. Per il film è stata utilizzata la più alta tecnologia digitale che ha permesso di ottenere effetti speciali unici.

### Cameo
I Daft Punk, compositori della colonna sonora del film, e Steven Lisberger, regista del film originale Tron del 1982, fanno un cameo nella pellicola: i primi sono i dj del locale di Castor, mentre il secondo è il barista dello stesso locale.

## Colonna sonora
Il duo di musica elettronica Daft Punk è stato incaricato della composizione della colonna sonora; all'edizione 2009 del Comic-Con è stato confermato che avevano realizzato 24 delle tracce totali presenti nel film. L'attrice Olivia Wilde confermò prima dell'uscita del film che il duo musicale avrebbe avuto un'apparizione nel film e che in futuro potrebbero essere coinvolti in eventi promozionali.
Tra le musiche appare anche la canzone Separate Ways (Worlds Apart) del gruppo rock Journey. Nella sala giochi risuona in sottofondo anche Sweet Dreams (are made of this) degli Eurythmics.

## Distribuzione
Il 3 settembre 2009, la Walt Disney Pictures ha annunciato che Tron: Legacy non sarebbe stato distribuito più nel 2011 ma il 17 dicembre 2010 (negli Stati Uniti).

## Riconoscimenti
- 2011 - Premio Oscar
  - Candidatura per il miglior montaggio sonoro a Gwendolyn Yates Whittle e Addison Teague
- 2011 - Saturn Award
  - Miglior attore (Jeff Bridges)
  - Migliore scenografia

## Altri media
Un videogioco tie-in intitolato Tron: Evolution è stato pubblicato il 7 dicembre 2010.
Nel gennaio 2011 viene pubblicato, inoltre, l'adattamento a fumetti del film, edito da Marvel Comics.
Nel numero 2877 della rivista Topolino, viene pubblicata la storia a fumetti parodistica dal titolo Pippo e il mitico BasetTron.
Il mondo di Tron: Legacy è inoltre giocabile nel videogioco Kingdom Hearts 3D: Dream Drop Distance per Nintendo 3DS, sviluppato da Square Enix e reso disponibile nel 2012. Qui il mondo viene chiamato "La rete" e presenta due differenti trame, a seconda del personaggio in uso.
La trama di Riku rispecchia quella del film, differendo per qualche piccolo particolare. Con Sora, invece, si assiste ad un vero e proprio stravolgimento. La trama di quest'ultimo è focalizzata maggiormente su Quorra e Rinzler/Tron, il quale si rivelerà essere il vero antagonista della vicenda, nonché boss finale.

## Sequel
Nel febbraio 2010 fu messo alla luce un piano strategico da parte della Walt Disney Pictures riguardo al futuro di Tron e un relativo e potenziale franchise, comprendente di una serie animata per la televisione derivativa per la prima e unica stagione 2012-2013 intitolata Tron - La serie (in originale Tron: Uprising) e un seguito per il grande schermo per il 2013. In aprile, Edward Kitsis e Adam Horowitz furono incaricati della scrittura della sceneggiatura di un seguito, annunciando anche la possibile realizzazione di una trilogia. 
Nel marzo 2015 viene confermata la notizia che il terzo capitolo della trilogia si girerà e s'intitolerà Tron: Ascension. Le riprese sarebbero dovute iniziare a ottobre 2015 e concludersi a febbraio 2016, per la regia di Joseph Kosinski mantenendo come interprete Garrett Hedlund. Nell'aprile 2015 viene confermata anche Olivia Wilde nel ruolo di Quorra. Il 29 maggio 2015, invece, viene diffusa la notizia che la Disney non realizzerà il terzo episodio. Non si conoscono i motivi della decisione.
Nell'agosto 2020 viene confermato che il terzo capitolo della serie è ufficialmente in lavorazione con protagonista Jared Leto e con la regia di Garth Davis. Il titolo del film viene inizialmente rivelato dallo stesso Leto in un post su Twitter, poi cancellato. Il 19 gennaio 2023 viene confermato che Disney ha ufficialmente messo in cantiere Tron: Ares, la cui uscita nei cinema statunitensi è prevista per il 10 ottobre 2025 con Joachim Rønning alla regia. Le riprese sono iniziate ad agosto 2023. La sceneggiatura è scritta da Jesse Wigutow e Jack Thorne e annovera tra i produttori esecutivi anche Jared Leto.